# Държавно устройство на Кралство Дания
Дания е парламентарна монархия, в която министър-председателя е на главата на правителството, и на многопартийна система.

## Законодателна власт
Върховният орган на законодателната власт в Дания е еднокамарен парламент (Folketing), избиран за срок от 4 години, от гражданите на страната навършили 21-годишна възраст. От 1953 година еднокамарния парламент се състои от 179 души:
- 135 – избрани чрез пропорционалната система, основаваща се на всеобщо гласуване в 23 избирателни района
- 40 – допълнителни избрани места се разпределя между страните и списъци в съотношение с общия брой на гласовете в изборите
- 2 – избрани от Фарьорски острови
- 2 – избрани от Гренландия

## Изпълнителна власт
Изпълнителната власт в принадлежи на правителството на Дания, начело с министър-председателя. Краля назначава министър-председателя, въз основа на мнението на хората, както е представена от лидерите на парламентарните партии.

## Съдебна власт
Съдебната власт се състои от Върховния съд на Дания, има още 2 съда на втора инстанция (за Ютландия и островите), както и по-ниски съдилища.